# Aéroport de Trenton-Mercer
L'aéroport de Trenton-Mercer (code IATA : TTN • code OACI : KTTN) est un aéroport public situé à 6 km au nord-ouest de Trenton, la capitale de l'État du New Jersey. Cet aéroport est détenu par le comté de Mercer.
Ouvert en 1929, il est progressivement devenu un aéroport important du New Jersey avec près de 85 000 décollages/atterrissages par an. L'aéroport de Trenton-Mercer constitue également une vitrine importante pour le rayonnement de la petite capitale du New Jersey dont il est également un moteur économique du fait des milliers d'emplois qu'il génère.